# Phalanger sericeus
Il cusco sericeo (Phalanger sericeus Thomas, 1907) è un marsupiale arboricolo della famiglia dei Falangeridi.

## Descrizione
Il cusco sericeo è una specie dalla colorazione scura molto simile al cusco di montagna (P. carmelitae), e, come questo, è ricoperto da un manto molto lungo e setoso. Rispetto al cusco di montagna ha peli più lunghi (quelli del dorso misurano 3,8 cm, mentre quelli di P. carmelitae misurano 2,7-2,8 cm), che al tatto risultano morbidi e non ispidi come quelli delle altre specie di Phalanger. Ha una lunghezza testa-corpo di circa 45,5 cm e una coda di circa 31 cm. Il manto è color bruno-cioccolato nelle regioni superiori e bianco candido in quelle inferiori; il pelo del dorso è più lucido di quello del cusco di montagna. La parte mediana del dorso è più scura dei fianchi, ma non è presente una striscia ben delineata. Una chiazza di un bruno più chiaro è posta alla base della coda. Le orecchie, notevolmente piccole, sono ricoperte di peli bruni sia all'interno che all'esterno. La coda è dello stesso colore del dorso, e, come quella di tutti i cuschi, ha l'estremità terminale glabra.

## Biologia
È attivo soprattutto di notte, come si può dedurre dai grandi occhi rotondi sistemati frontalmente. È dotato di unghie adunche e molto robuste, ma è piuttosto lento nella deambulaziuone. Il suo nutrimento principale è costituito da frutta, foglie, piccoli invertebrati, uova ed uccelli. La femmina partorisce un unico piccolo.

## Distribuzione e habitat
La specie, piuttosto numerosa, vive nelle foreste pluviali di alta quota delle montagne centrali della Nuova Guinea, tra i 1500 e i 3900 m di altitudine.

## Tassonomia
Sono state riconosciute due sottospecie:
- P. s. sericeus Thomas, 1907: Papua Nuova Guinea centro-orientale;
- P. s. occidentalis Menzies e Pernetta, 1986: Irian Jaya.